# كين إيب
كين إيب هو سياسي كندي، ولد في 11 مايو 1939 في سويفت كورنت في كندا. نشط حزبياً في حزب المحافظين الكندي.

## مناصب
- انتخب عضو مجلس العموم الكندي عن دائرة إدمونتون شيروود بارك [الإنجليزية]‏ وقد انضم خلال فترته النيابية [الإنجليزية]‏ للكتلة البرلمانية حزب المحافظين الكندي.
- انتخب عضو مجلس العموم الكندي عن دائرة إدمونتون شيروود بارك [الإنجليزية]‏ وقد انضم خلال فترته النيابية [الإنجليزية]‏ للكتلة البرلمانية حزب المحافظين الكندي.
- انتخب عضو مجلس العموم الكندي عن دائرة جزيرة إلك [الإنجليزية]‏ وقد انضم خلال فترته النيابية [الإنجليزية]‏ للكتلة البرلمانية Canadian Alliance [الإنجليزية]‏.
- انتخب عضو مجلس العموم الكندي عن دائرة جزيرة إلك [الإنجليزية]‏ وقد انضم خلال فترته النيابية [الإنجليزية]‏ للكتلة البرلمانية حزب الإصلاح الكندي.